# Парагвайское песо
Парагвайское песо (исп. Peso paraguayo) — денежная единица Парагвая до 1943 года. До 1870 года было равно 8 реалам, с 1870 года — 100 сентесимо, с 1874 года — 100 сентаво.

## История
В колониальный период в обращении использовались испанские и испано-американские монеты, преимущественно — чеканившиеся в Потоси. Периодически в качестве денег разрешалось использовать слитки железа, табак и мате. После провозглашения в 1811 году независимости в обращении продолжали использоваться колониальные и различные иностранные монеты.
28 ноября 1842 года был принят закон о чеканке национальных монет, в том же году были выпущены монеты в 1⁄12 реала. Однако иностранные монеты (в основном — аргентинские) по-прежнему составляли большую часть монет, находящихся в обращении.
1 марта 1847 года издано распоряжение президента Парагвая о выпуске бумажных билетов Национального казначейства — первых бумажных денег Парагвая.
11 сентября 1867 года, во время Парагвайской войны (1864—1870), президентом Парагвая был издан указ о чеканке золотых монет. Золотые монеты в 4 песо фактически не были выпущены в обращение, известно только несколько их экземпляров. Большую часть денег в обращении в этот период составляли монеты и банкноты Аргентины, Бразилии, Уругвая и Великобритании.

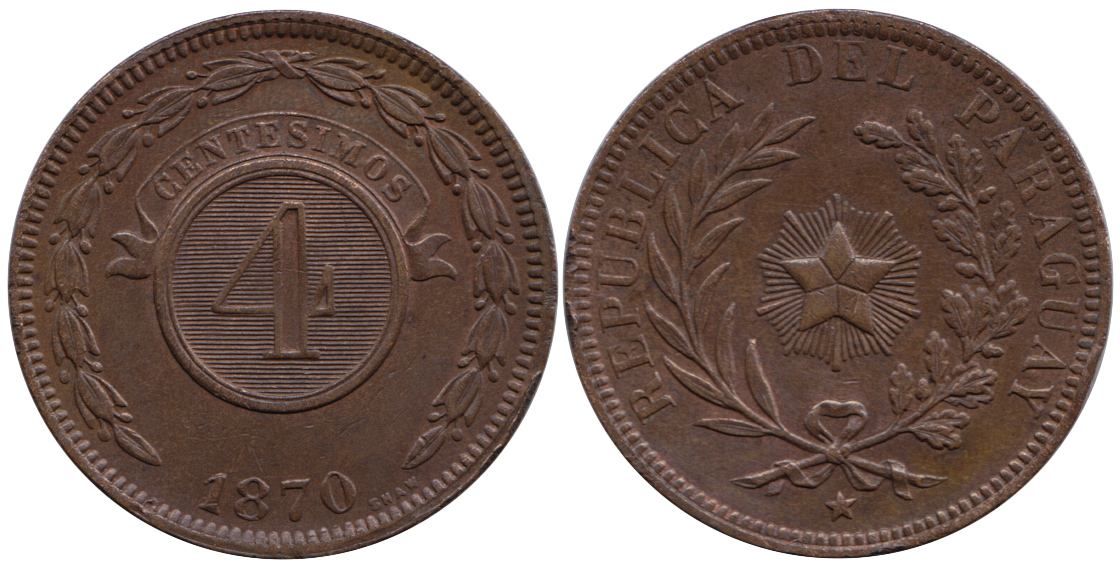
Монета 4 сентесимо 1870 года. Медь

В 1870 году произведена децимализация, песо стало равно 100 сентесимо, в том же году были выпущены монеты и банкноты в сентесимо, но до 1871 года продолжался выпуск банкнот в реалах. В 1874 году выпущены банкноты, а в 1900 году монеты с номиналами в новой разменной единице — сентаво.
В результате чрезмерной эмиссии во время войны курс бумажного песо значительно упал к золотому песо. В 1885—1914 годах законным платёжным средством, наряду с парагвайским песо, было аргентинское песо, к которому парагвайское песо было приравнено в 1894 году.
Декретом от 5 октября 1943 года введена новая денежная единица — гуарани, обмен производился в соотношении: 100 песо = 1 гуарани. Часть банкнот в песо с надпечаткой нового номинала в гуарани продолжала некоторое время использоваться в обращении.